# Alex Baroni Collection
Alex Baroni Collection è un doppio album raccolta con 3 inediti di Alex Baroni, pubblicato postumo nel 2007 dalla Sony & BMG.

## Tracce

### Disco 1
1. Sei la sola che vorrei (Another Star) – 5:17 – inedito
2. La vita è un dado – 4:01 – inedito
3. La distanza di un amore – 3:56
4. Dimmi che ci sei – 4:23
5. Sei tu o lei (quello che voglio) – 4:19
6. Signora fantasia – 4:58
7. Male che fa male – 5:07
8. Un anno fa – 4:14
9. Onde – 4:14
10. La voce della luna – 4:09
11. Scrivi qualcosa per me – 3:28
12. Ultimamente – 4:30

Durata totale: 52:36

### Disco 2
1. Vorrei – 3:52 – inedito
2. La lettera – 4:24
3. Cambiare – 4:13
4. Pavimento liquido – 4:04
5. Io ci sarò – 4:08
6. Dimmi cos'è (Hip to Be Square) – 3:43
7. Fuori di qua – 3:29
8. Binario 4 – 3:44
9. Libero – 4:06
10. Ce la farò – 4:34
11. Non vedi – 4:07
12. Chi mi aiuterà (You Keep Me Hanging On) – 3:48

Durata totale: 48:12